# Mark Seibert
Mark Seibert (né le 9 avril 1979 à Francfort-sur-le-Main) est un chanteur et acteur allemand spécialisé dans les comédies musicales.

## Biographie
Mark Seibert est le fils d'un banquier et d'une éducatrice sociale. Adolescent, il pratique la danse de salon avec succès et décroche de nombreux prix internationaux.
Il étudie au Lee Strasberg Theatre and Film Institute de New York et à la Musik und Kunst Privatuniversität der Stadt de Vienne. Outre sa langue maternelle (l'allemand), il maîtrise également l'anglais et le bavarois.
En parallèle à ses études, il commence sa carrière sur les planches : il incarne notamment Willard dans Footloose, Claude dans Hair et Tybalt dans la première production germanique de Roméo et Juliette, au Raimund Theater de Vienne.
A compter de 2006, il établit sa carrière en Allemagne où il enchaîne les productions majeures (Aïda ; Wicked ; We Will Rock You). En tant que soliste, il participe à la tournée Best of Musical Gala, organisée par Stage Entertainment.
Dès 2011, son interprétation de Der Tod dans la comédie musicale phare Elisabeth, signée par le duo Sylvester Levay et Michael Kunze, renforce sa notoriété. Via Elisabeth, il se produit sur de nombreuses scènes allemandes, à Vienne ainsi qu'à Shanghai. En outre, il remplace au pied levé Máté Kamarás sur la tournée d'Elisabeth lorsque ce dernier tombe malade.
En 2014, il est choisi pour incarner Lancelot lors de la première mondiale d'Artus-Excalibur, une création de Frank Wildhorn, Robin Lerner et Ivan Menchell. Le spectacle se tient au Théâtre de Saint-Gall, en Suisse.
En 2015, face à Oedo Kuipers (Wolfgang Amadeus), il interprète le rôle du prince-archevêque Colloredo pour la nouvelle mouture de Mozart!, autre production culte du duo Levay / Kunze. Une captation du spectacle est réalisée et diffusée dans les cinémas.
L'année suivante, il incarne un autre antagoniste, le comte Krolock dans Le Bal des Vampires.  Il reprend le rôle sur la tournée 2017 - 2018.
En 2018, il retourne aux productions de Wildhorn et Menchell avec Bonnie & Clyde, où il tient le rôle masculin principal de Clyde Barrow. Courant 2019, il est présent dans la transposition autrichienne de Carmen par le tandem Wildhorn et Jack Murphy.
Toujours en 2019, à Hambourg, il est choisi pour incarner Edward Lewis dans  Pretty Woman, d'après le film éponyme culte.
De 2022 à 2024, il campe Maxim de Winter dans Rebecca, autre création de Levay / Kunze. 
En 2024 et 2025, il figure dans les classiques de la comédie musicale My Fair Lady et Chess.

## Vie privée
Mark Seibert et la chanteuse suisse Sabrina Auer se marient en septembre 2023. Le couple a deux enfants : un fils Lio né en 2021 et une fille Ellie née en 2024.

## Scénographie partielle
- 2002 : Time Out ! : Tom
- 2004 - 2005 : Barbarella : Pygar
- 2004 : Company : Harry
- 2004 : Footloose : Willard
- 2005 - 2006 : Roméo et Juliette : Tybalt
- 2006 - 2007 : Aïda : Radamès
- 2007 : Hair : Claude
- 2007 ; 2008 : Wicked : Fiyero
- 2008 : The Count of Monte Cristo : Villefort
- 2008 - 2010 : Der Schuh des Manitu : Ranger
- 2010 - 2011 : We Will Rock You : Galilée
- 2011 - 2014 ; 2020 ; 2022 - 2023 : Elisabeth : Der Tod
- 2013 ; 2014 : Jesus Christ Superstar : Jésus
- 2014 : Artus-Excalibur : Lancelot
- 2015 - 2016 : Mozart! : Colloredo
- 2016 / 2017 - 2018 : Tanz der Vampire : Comte von Krolock
- 2016 - 2017 : Schikaneder : Schikaneder
- 2018 : Die Päpstin : Gerold
- 2018 : Bonnie & Clyde : Clyde Barrow
- 2019 : Carmen : ?
- 2019 - 2020 : Pretty Woman : Edward Lewis
- 2022 : Robin Hood : Robin des Bois
- 2022 - 2024 : Rebecca : Maxim de Winter
- 2024 : My Fair Lady : Professeur Henry Higgins
- 2025 : Chess : Anatoly Sergievsky

## Discographie

### Albums solo
- 2010 : Musicalballads Unplugged
- 2011 : Live In Concert
- 2012 : WithYou The Unusual Way
- 2016 : …so far!
- 2019 : Mark mal anders
- 2020 : The Christmas Album

### Participation aux albums de comédies musicales
- 2005 : Roméo et Juliette
- 2007 : Wicked
- 2008 : The Count of Monte CristoAlice Macura (Sisi) et Mark Seibert (Der Tod) dans Elisabeth.
- 2011 : Elisabeth

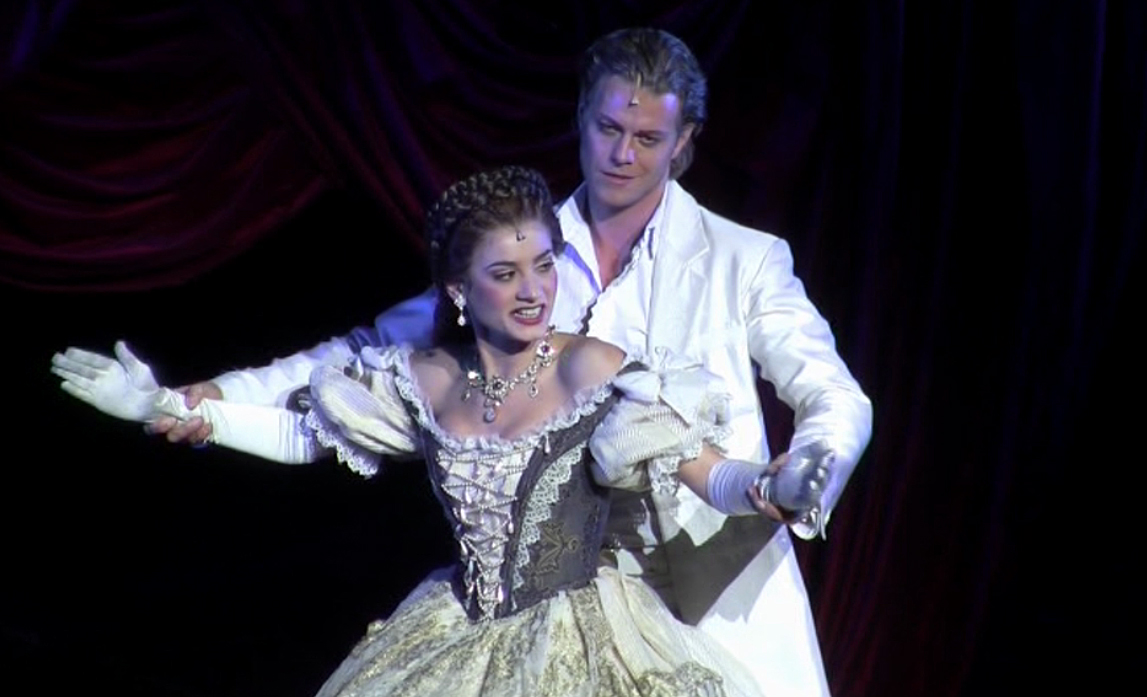
Alice Macura (Sisi) et Mark Seibert (Der Tod) dans Elisabeth.

- 2012 : Elisabeth, Revival viennois
- 2014 : Artus-Excalibur
- 2015 : Mozart!
- 2015 : Mozart!, Revival viennois
- 2016 : Schikaneder
- 2019 : Carmen
- 2021 : Robin Hood
- 2022 : Rebecca